# Партизан (Мінськ)
Партизан  — білоруський футбольний клуб з Мінська. Виступає у вищій лізі.
Утворений у 2002 році в результаті об'єднання команд «Трактор» і «Трудові резерви-РІПО» під назвою Команда Мінського тракторного заводу і Республіканського інституту професійної освіти (МТЗ-РІПО). Починаючи з сезону-2010 клуб змінив назву на «Партизан».
У вищій лізі з 2004 року. Бронзовий призер чемпіонатів Білорусі 2005 і 2008 років.
Головний тренер — Сергій Цикало.
Матчі проводить на стадіоні «Трактор» (вміщує 17600 глядачів).

## Досягнення
- Володар Кубка Білорусі (2): 2004-05, 2007-08

## Попередні емблеми клубу